# 欧洲E33公路
欧洲E33公路（E33）是欧洲的一条国际公路，全程均在意大利，起点为帕尔马，终点为拉斯佩齐亚，全长约124公里。
欧洲E33公路在帕尔马与干道欧洲E35公路相连，在终点拉斯佩齐亚与干道欧洲E80公路相连。